# Al Qatn (huyện)
Huyện Al Qatn là một huyện thuộc tỉnh Hadramawt, Yemen. Đến thời điểm năm 2003, huyện này có dân số 64248 người